# Sulz (geslacht)

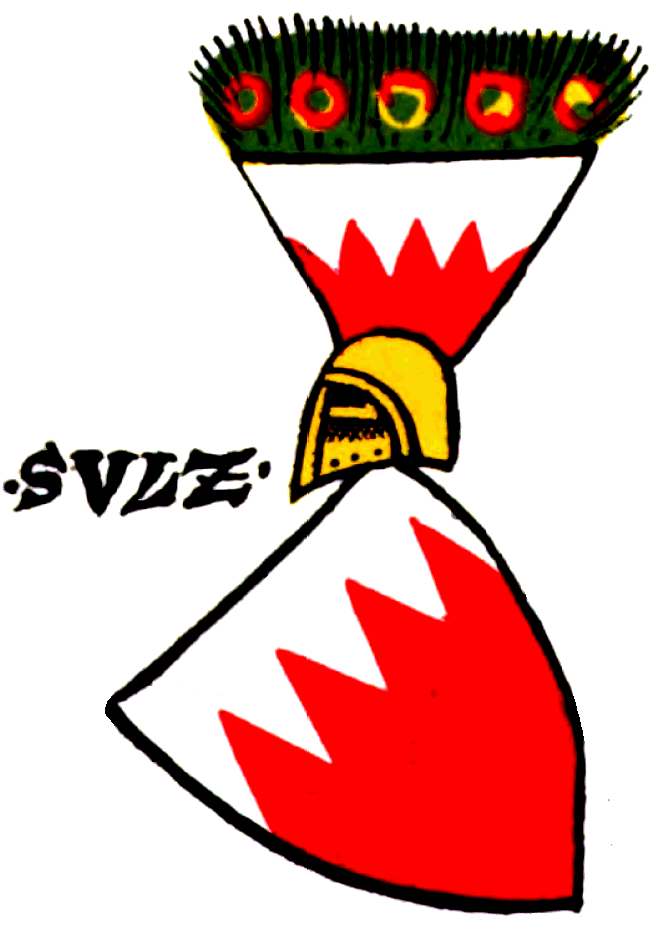
Wapen van de graven van Sulz

Het huis van de graven van Sulz was een adellijk huis in Duitsland.
De graven van Sulz vinden hun oorsprong in Sulz am Neckar. In 1408 verwierven zij het vorstelijk landgraafschap Klettgau en in 1482/97 slot en stad Tiengen met de Küssaburg van het prinsbisdom Konstanz. In 1510 werden de heerlijkheden Vaduz, Schellenberg en Blumenegg gekocht.
Na de dood van graaf Alwig VI in 1572 werden de bezittingen verdeeld onder zijn zoons:
- Karel Lodewijk kreeg de Klettgau met Tiengen (uitgestorven in 1678)
- Rudolf VII kreeg Vaduz en Blumenegg (uitgestorven in 1617).

In 1614 werd Vaduz verkocht aan het graafschap Hohenems en in 1616 Blumenegg aan de abdij Weingarten.
Ten gevolge van het huwelijk van Maria Anna van Sulz met Ferdinand Willem van Schwarzenberg kwamen Klettgau en Tiengen aan het huis Schwarzenberg